# Bitnja vas
Bitnja vas je naselje u slovenskoj Općini Mokronog - Trebelnu. Bitnja vas se nalazi u pokrajini Dolenjskoj i statističkoj regiji Donjoposavskoj regiji. 

## Stanovništvo
Prema popisu stanovništva iz 2002. godine naselje je imalo 41 stanovnika.